# IQ, de Rechten-Plichten-Partij
De IQ-Partij is een Nederlandse politieke partij die deelnam aan de Europese Parlementsverkiezingen 2014.

## Achtergrond
Drijvende kracht achter de partij is de in Delft woonachtige Duits-Nederlandse uitvinder Günther Niessen (1939), bijgenaamd professor IQ, die werkzaam was op het gebied van windenergie. Hij heeft natuurkunde en filosofie gestudeerd, was werkzaam bij de TU Delft, en won in 1999 de DSM-innovatieprijs voor zijn 'Albatros-Windmachine', een licht vliegtuig aan een kabel dat op land een apparaat beweegt waarmee energie opgewekt wordt. Niessen vond later dat zijn techniek geboycot werd door de energiebedrijven en de overheid.

## Standpunten
De IQ-Partij richt zich anno 2014 op schone energie, betaalbare woningen en gezonde en betaalbare voeding, eerlijke informatie en medezeggenschap. De partij richt zich tegen massamedia die in dienst zou staan van multimiljardairs en tegen de 'dominerende klasse'. In 2012 stond de mens centraal bij de IQ-Partij net als eerlijkheid. De pijlen waren toen gericht op Shell en haar topfunctionarissen. Op de eigen site geeft de partij ook een alternatieve lezing op de holocaust.

## Tweede Kamerverkiezingen 2012
De IQ-Partij wilde deelnemen aan de Tweede Kamerverkiezingen 2012 en behaalde enkel in het kieskring Den Haag de vereiste ondersteuningsverklaringen. De Kiesraad wees de kandidatuur af omdat de partij de waarborgsom niet voldaan had. Niessen ging in beroep maar dit werd afgewezen.

## Europese Parlementsverkiezingen 2014
De partij doet als IQ, de Rechten-Plichten-Partij mee aan de Europese Parlementsverkiezingen 2014. Op de kandidatenlijst staat alleen Niessen. De partij kwam op 29 april in opspraak door een campagnefilm in het kader van Zendtijd voor Politieke Partijen direct voor het journaal van 18.00u op Nederland 1. Hierin verscheen Niessen die een theorie uiteenzet waarin Asjkenazim multimiljardairs plannen hebben om bruine mensen in te zetten als vernietigingswapen.
IQ, de Rechten-Plichten-Partij haalde bij de verkiezingen op 22 mei 2014 1705 stemmen, van alle deelnemende partijen het kleinste aantal stemmen.
Omdat het aantal stemmen op IQ, de Rechten-Plichten-Partij minder was dan 75% van de kiesdeler, besloot de Kiesraad de waarborgsom niet terug te betalen. De partij ging tegen deze beslissing in beroep. Op 25 februari 2015 oordeelde de rechtbank in Den Haag dit beroep ongegrond.
De partij nam niet deel aan de Europese Parlementsverkiezingen 2019 en de naam en aanduiding werd in mei 2019 geschrapt bij de Kiesraad.